# Mamerto de Vienne
Mamerto de Vienne (Vienne?, ca. 400 - Arlés o Vienne, 475) fue un arzobispo de Vienne. Es venerado como santo por diversas confesiones cristianas.

## Biografía
Hermano del teólogo y poeta Claudiano Mamerto, se distinguió por su formación literaria y su dominio de la teología. Fue elegido obispo de Vienne poco antes de 462 y tuvo graves conflictos con el arzopispo de Arlés, cuya supremacía cuestionó. Al final, optó por someterse en 464, cuando el papa León I reguló las fronteras y un sínodo de obispos le obligó a aceptar la decisión. Ordenó presbítero a su hermano Claudiano.
Fue el primero en hacer procesiones rogativas en la Galia, hacia el 470, para poner fin a una serie de calamidades naturales. Durante su obispado se descubrieron los restos de San Ferriol de Vienne, que se instalaron en la iglesia que se alzó en su honor. En 475 asistió a un sínodo en Arlés y murió sin que se sepa si volvió a Vienne o no.

## Veneración
Su sepulcro de piedra fue redescubierto hacia 1860. Vacío, se conserva en el museo arqueológico de la iglesia de Saint-Pierre de Vienne.
En el folklore de la región, Mamerto es uno de los tres santos de hielo, con San Servacio de Tongres (13 de mayo) y San Pancracio (12 de mayo): conforman los días en que, según los campesinos, pueden darse las últimas heladas que podrían echar a perder las cosechas.